# Colin Pillinger
Colin T. Pillinger (Bristol, 9 maggio 1943 – Cambridge, 7 maggio 2014) è stato un astrofisico britannico dell'Open University. Era commendatore (CBE) dell'Ordine dell'Impero Britannico.
Ha ottenuto il Bachelor of Science ed il Doctor of Philosophy all'università di Swansea.
È stato uno degli scienziati di riferimento per il lander marziano Beagle 2 e ha dedicato molto del suo lavoro allo studio delle meteoriti marziane.
Nel maggio del 2014 ebbe un'emorragia cerebrale che lo fece entrare in coma: ricoverato all'Addenbrooke's Hospital di Cambridge, vi morì nella tarda serata del 7 maggio, due giorni prima del suo 71º compleanno.

## Carriera
- 1965: ottiene il Bachelor of Science in chimica all'università di Swansea
- 1968: ottiene il Doctor of Philosophy in chimica all'università di Swansea
- 1981: diventa socio della Royal Astronomical Society
- 1981: diventa membro della British Mass Spectrometry Society
- 1984: ottiene il Doctor of Science in chimica all'università di Bristol
- 1986: diventa socio della Meteoritical Society
- 1991: diventa professore di scienze naturali all'Open University
- 1993: diventa membro della UAI
- 1993: diventa socio della Royal Geographical Society
- 1993: è eletto a membro della Royal Society
- 1996 - 2000: è professore di astronomia al Gresham College a Londra
- 2003: viene nominato commendatore (CBE) dell'Ordine dell'Impero Britannico

## Beagle 2
È stato il principale collaboratore al progetto del lander marziano Beagle 2, parte della missione dell'Agenzia Spaziale Europea del 2003 Mars Express.
Pillinger fu molto determinato nel sostenere il progetto Beagle 2. Inizialmente si era creduto ad un malfunzionamento del paracadute (fornito dalla NASA) e solo nel gennaio 2015 è stato possibile appurare che Beagle 2 atterrò correttamente ma con solo due o tre dei suoi quattro petali aperti, questo potrebbe aver oscurato l'antenna impedendo al lander di comunicare i suoi dati e ricevere comandi da terra.
Diversi mesi dopo, l'8 settembre 2004, un altro veicolo spaziale a cui Pillinger ha collaborato nella progettazione, il Genesis, ha avuto un problema al paracadute (di nuovo fornito dalla NASA) durante la fase di discesa, sebbene la successiva determinazione del motivo del malfunzionamento del paracadute della Genesis abbia escluso qualsiasi collegamento tra i due incidenti.